# Слова Пігмея
«Слова Пігмея»侏儒の言葉 — збірка есеїв та нарисів японського письменника Акутаґави Рюноске, написана з 1923 року до 1927 року (року самогубства Акутаґави).
У назві збірки слово "пігмей" не лише зневажливий термін для людей з малими тілами та тих, хто не має знань. "Пігмей" - це також актор.  

## Історія створення
Збірка належить до пізніх творів японського письменника. Починаючи з січня 1923 року у щомісячному журналі "Bungei Haruaki, який виходив на початку кожного місяця друкувались твори, які згодом склали збірку. "Оборона" та "Враження певної ночі" були опубліковані як рукопис у номері того ж журналу за вересень 1927 р.  
За словами автора, збірка написана під впливом книги Анатоля Франса "Сад Епікура", куди входять статті різні за обсягом і змістом, в яких розглядаються різні питання філософського, етичного та естетичного змісту.
Також вважають, що на зміст збірки Акутаґави  вплинула сатирична книга Амброза Бірса, опублікована в 1911 році. У збірці Бірса вміщені афоризми про різні сторони людської діяльності,

## Зміст збірки
Акутаґава Рюноске передає трагічне і розколоте світовідчуття людини двадцятого століття. Пов'язавши його з історичними та культурними аналогами з інших географічних, історичних і культурних пластах, вписує його в загальносвітову культурну перспективу.
До збірки увійшло сто сімдесят три афористичні твори, різні за обсягом і змістом. У Передмові автор зазначив, що не всі думки є відображенням його  власних думок. "Це лише випадковий погляд на зміни в моїх думках," - зауважує Акутаґава Рюноске.
Японський письменник пише про зорі і дітей, про любов і смерть, про рабство і свободу. Використовуючи існуючі притчі, Письменник розповідає власні повчальні історії. Акутаґава говорить про повсякденні дрібниці, на які варто звертати увагу: на сяйво хмар, шелест бамбука, цвірінькання зграйки
птахів, обличчя перехожих. Саме життя автору видається схожим на олімпійські ігри, адже доводиться вчитися боротися за життя, борючись з життям. Низка есеїв присвячені митцям і мистецтву.  Він пише про Віктора Гюго і Федора Достоєвського, Гюстава Флобера іГі де Моппассана, про Едгара По і Антона Чехова. У нього своєрідне і несподіване сприйняття їхньої творчості. Так Мопассан нагадує йому лід, а Гюго асоціюється з великим шматком хліба, який накриває всю Францію.
"Небезпечна думка - це ідея, яка намагається застосувати здоровий глузд на практиці," - переконує читачів автор.

### Молитва пігмея
У молитві пігмея - втілено особисті прагнення митця - пристрасне бажання людини двадцятого століття: не впасти ні в яку з можливих крайнощів.
"Прошу, не зроби мене бідняком, у якого немає і рисинки за душею. Але прошу, не зроби мене і багатієм, не здатним насититися своїм багатством. Прошу, не зроби так, щоб я ненавидів селянку, яка живе в убогій хатині. Але прошу, не зроби і так, щоб я любив красуню, яка мешкає в розкішному палаці. Прошу, не зроби мене дурнем, не здатним відрізнити зерно від полови. Але прошу, не зроби мене і мудрецем, якому відомо навіть те, звідки прийдуть хмари".

### Думка, що відвідала мене одного разу вночі
Збірка завершується сумними роздумами про гіркоту смерті: "Сон приємніший смерті. Принаймні віддатися йому легше - це безсумнівно". Періодично в есеях розглядається екзистенційна проблематика - сенс і цінність життя перевіряється з близькістю смерті. 

## Герої збірки
Долі героїв збірки японського письменника складають широку картину пошуків цілей земного життя. Герої різні. Одні вирішують важливі питання, здійснють свій моральний вибір, що вимагає чималого мужності і твердості. Інші - пливуть за течією, не замислюються про сенс і існування. 
Ліричний герой постає тверезомислячою, суворою, навіть цинічною людиною. У коротких висловлюваннях на теми моралі, релігії, мистецтва він рішучий, з долею сарказму: «У мене немає совісті. Навіть художньої. У мене є тільки нерви».  

## Художні особливості
- Автор занурює у глибини індивідуального людського існування, досліджує порухи душі людини, проходячи через біль, неприховану навіть маскою гумору.
- Уривчасті сентенції збірки написані в різних емоційних і інтелектуальних регістрах.
- Проза Рюноске Акутагави інтелектуальна і екзотична
- Стиль простий і лаконічний
- Кожна притча має метафори.